# Симитлийска котловина
Симитлийската котловина е котловина в Югозападна България, област Благоевград, в поречието на река Струма.
Котловината е дълбоко хлътнала по разломни линии между планините Рила на североизток, Влахина на запад, Пирин на югоизток и Крупнишкия рид на Малешевска планина на югозапад. На север чрез Орановският пролом се свързва с Благоевградската котловина, а на юг чрез Кресненският пролом – със Санданско-Петричката котловина. Максималната ѝ дължина от север на юг е 7 км, а средна ширина 4 км. Площ 26 км2. Средна надморска височина 360 м.
Котловината е остатък от дъно на миоценско и плиоценско езеро, в утайките на което са се образували находища на кафяви въглища и множество горещи минерални извори] в района на град Симитли. Характеризира се с висока сеизмична активност (катастрофално земетресение през 1904 г.). Релефът ѝ е хълмист и нискоридов, свързан с вкопаването на притоцита на Струма – Градевска река, Стара река, Сушичка река и Брежанска река. Климатът е преходно-континентален със средиземноморско влияние. Почвите са плитки, излужени канелени горски в хълмистите части и алувиални по ниските речни тераси. Котловината предлага добри условия за отглеждане на тютюн и лозя. Основен поминък на населението е въгледобивът.
Котловина се намира на една от главните въздушни магистрали за миграция на прелетните птици от Европа към Африка – Виа Аристотелис. Там зимуват врабци, гугутки, гълъби, соколи, синигери, косове, яребици и дроздове, а през лятото гнездяг славеи, бекаси, патици и лястовици.
В средата на котловината е разположен град Симитли, а в северната и южната ѝ част още 5 села: Железница, Крупник, Полена, Полето и Черниче.
От север на юг, на протежение от 11,5 км, преминава от участък от първокласен път № 1 от Държавната пътна мрежа Видин – София – ГКПП „Кулата“.
Успоредно на него преминава и участък от трасето на жп линия София – Благоевград – Кулата.

## Топографска карта
- Лист от карта K-34-83. Мащаб: 1 : 100 000.